# Collegiata di San Pedro di Cervatos

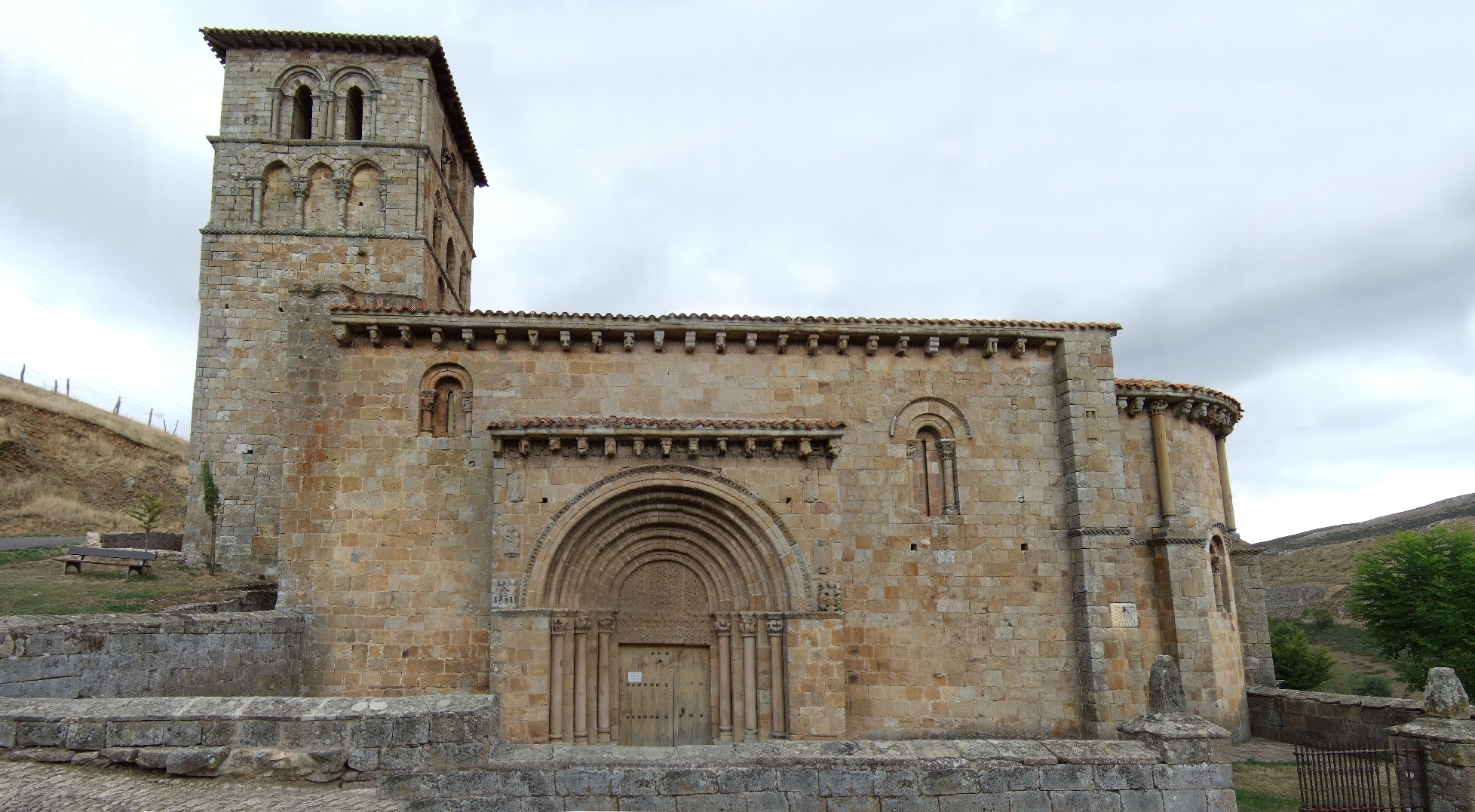
La collegiata di San Pedro di Cervatos

La chiesa collegiata di San Pedro di Cervatos è un tempio cattolico stile romanico situato a Cervatos, nel comune di Campoo de Enmedio (Cantabria, Spagna).

## Storia
Secondo le epigrafi riportate sul lato della facciata, la chiesa fu costruita intorno al 1129 e dedicata al vescovo di Burgos, Marino, nel 1199. Inizialmente l'edificio era un monastero, fondato dal conte Sancho Garcés nell'anno 999, ma più tardi fu convertito in collegiata, e proprio per questo il suo dominio si estese su gran parte della Cantabria con possedimenti nelle province di Palencia e Burgos.

## Architettura
Sebbene lo stile del tempio sia coerente con la data di costruzione, nei secoli successivi furono apportate alcune modifiche: la torre è del tardo XII secolo; tra i secoli XIII e XIV furono aggiunte varie dépendance e il battistero; nel XVI secolo furono cambiate le coperture della navata e della cappella di Cristo.
L'edificio è a navata unica con abside e portale. I fregi sono decorati con una bella serie di fusti e foglie intrecciate come un arabesco. Negli angoli ci sono vari tipi di rilievi scolpiti con temi biblici come Daniele tra i leoni, Adamo e Eva, San Michele Arcangelo, e così via. Da sottolineare anche i capitelli delle arcate e gli archi dell'abside, così come le mensole che circondano i muri e il portale con una moltitudine di argomenti, tra cui il più degno di nota è il tema erotico, il migliore esempio di motivi osceni di questo periodo in Spagna.
Al suo interno si possono trovare sculture barocche, tra cui spiccano un Cristo e un'Immacolata attribuita a Gregorio Fernández.